# Tenema N'Diaye
Pour les articles homonymes, voir N'Diaye.
Tenema N'Diaye est un footballeur international malien né à Bamako le 13 février 1981. Son poste de prédilection est l'axe de l'attaque et il a évolué un court moment dans un club amateur près de Metz, le Ban Saint Martin évoluant en deuxième division de district. Il a ensuite rebondi en Grèce avant de rejoindre le Nea Salamina Famagouste à Chypre lors de l’intersaison 2013.

## Biographie
En 2004, il fait partie de la sélection malienne des Jeux olympiques à Athènes où il marqua 4 buts lors du tournoi avant de se faire éliminer en quarts de finale par l'Italie.
Le 20 avril de la même année, il fait ses débuts avec les Aigles du Mali en rentrant en jeu contre la Tunisie en amical (0-1) à 23 ans, depuis ce match il est apparu 5 fois pour le maillot malien.
Le 11 octobre 2008, dans un match comptant pour les qualifications de la Coupe du monde 2010 : Zone Afrique contre le Tchad, il marque son premier but en équipe A sous les couleurs maliennes.
Il rejoint le FC Nantes en juin 2009. Après avoir résilié son contrat l'année suivante, il rejoint le FC Metz pour deux saisons plus une en option.
Après une saison 2012-2013 passée en deuxième division grecque à l’AO Kavala, il rejoint le Nea Salamina Famagouste, équipe de première division chypriote, lors de l’été 2013.

## Palmarès
- 1998 et 1999 : Champion du Mali avec Djoliba AC.
- 1998 : Vainqueur de la Coupe du Mali avec Djoliba AC.
- 1998 : Finaliste de la Supercoupe de Mali avec Djoliba AC.
- 1999 : Vainqueur de la Supercoupe de Mali avec Djoliba AC.
- 2000 : Finaliste de la coupe de Tunisie avec CS Sfax.
- 2003 : Vainqueur de la Coupe de la Ligue de Tunisie avec CS Sfax.
- 2005 : Champion des Émirats avec Al Wahda Abu Dhabi.
- 2005 : Finaliste de la coupe des Émirats avec Al Wahda Abu Dhabi.
- 2005 : Meilleur buteur de D1 émirati avec 14 réalisations.